# Pleurocatena
Pleurocatena är ett släkte av svampar. Pleurocatena ingår i familjen Pyxidiophoraceae, ordningen Pyxidiophorales, klassen Laboulbeniomycetes, divisionen sporsäcksvampar och riket svampar.
|              | Pyxidiophora |
|              | |
|              | Mycorhynchus |
|              | |
| Pleurocatena | \| \| Pleurocatena acicularis \| \| \| \| \| \| Pleurocatena brevior \| \| \| \| \| \| Pleurocatena foliicola \| \| \| \| |
|              | \| \| Pleurocatena acicularis \| \| \| \| \| \| Pleurocatena brevior \| \| \| \| \| \| Pleurocatena foliicola \| \| \| \| |
|              | Mycorhynchidium |
|              | |
|              | Gliocephalis |
|              | |
|              | Rhynchonectria |
|              | |
|              | Pleurocatena acicularis                                                                                                   |
|              | |
|              | Pleurocatena brevior |
|              | |
|              | Pleurocatena foliicola |
|              | |

|  | Pleurocatena acicularis |
|  |                         |
|  | Pleurocatena brevior    |
|  |                         |
|  | Pleurocatena foliicola  |
|  |                         |